# Kunrade
Kunrade (Limburgs: Kunder) is een kerkdorp in het zuiden van de Nederlandse provincie Limburg. Het is met circa 3420 inwoners de grootste plaats in de gemeente Voerendaal. Samen met het naastgelegen dorp Voerendaal vormt het een dubbelkern met ruim 6500 inwoners.

## Etymologie
Het woord rade (ook wel rode) betekent 'ontginning'. Volgens een legende van ongeveer 800 na Christus zou een graaf genaamd Kuno, op de vlucht voor Karel de Grote, hier een bos hebben gerooid.

## Geschiedenis
Door het dorp liep de oude Romeinse weg Via Belgica, die Keulen via Heerlen met Boulogne-sur-Mer verbond. Bij de monumentale hoeve Ten Hove zijn de fundamenten gevonden van een Romeinse villa.
Kunrade behoort reeds van oudsher tot Voerendaal. Het is van oorsprong een gehucht en het heeft nooit een eigen dorpskern gehad.
Het kasteel Kunderhuis werd in de 14e eeuw gebouwd, maar raakte in de 17e en 18e eeuw ernstig in verval. De restanten werden in 1857 hergebruikt voor een nieuw huis, dat eind 20e eeuw is afgebroken.
In 1957 kreeg Kunrade een rectoraat en werd er een noodkerk gebouwd,  bekend als het gemeenschapshuis Kunderhoes. In 1968 werd de Onze-Lieve-Vrouw van Bijstandkerk ingewijd en in 1969 werd het rectoraat verheven tot parochie.
Het dorp had tot december 2007 een eigen basisschool, maar die is samengegaan met de basisschool van Voerendaal in de Brede School Cortemich aan de Hongerbeekstraat.

## Bezienswaardigheden
- Midden in het dorp hangt op een driesprong aan een huis een groot 16e-eeuws kruisbeeld, het Kunderkruis.
- De Onze-Lieve-Vrouw van Altijddurende Bijstandkerk werd tussen 1966 en 1968 gebouwd naar een ontwerp van het architectenduo Swinkels en Salemans.
- De buurtschap Winthagen, die bij Kunrade hoort, heeft een beschermd dorpsgezicht.
- Bij Kunrade liggen meerdere restanten van kalkovens, te weten:
  - Kalkoven Kasteel Haren (met Groeve Moonen)
  - Kalkoven Amerikaanse Branderij
  - Kalkoven Midweg (met Geologisch monument Groeve Midweg)
  - Kalkoven Winthagen
- Hoeve Overst-Voerendaal

## Kunrader kalk
Bekend uit Kunrade is de Kunrader kalk die er gewonnen wordt, een mergelachtige steensoort die in de streek vaak gebruikt wordt voor de bouw en de restauratie van oude bouwwerken. De kalksteen werd in verschillende groeves in de omgeving gewonnen, waaronder de Groeve Kunderberg, Groeve Putberg en Groeve De Keverberg. In de 21e eeuw is er maar een enkele groeve die nog Kunrader kalksteen delft, de Kunradersteengroeve aan de Bergseweg 30. Een bekend bouwwerk dat uit het Kunradersteen is vervaardigd is de O.L. Vrouwebasiliek in Maastricht, maar ook oude boerderijen zijn eruit opgetrokken zoals een groot aantal in het dorp zelf. Het gesteente werd al gebruikt door de Romeinen. Bij het dorp zijn de resten van verschillende kalkovens (1914-1918) aanwezig.

## Natuur en landschap
Kunrade ligt op een hoogte van ongeveer 100 meter, op de grens tussen het Plateau van Ubachsberg en het Bekken van Heerlen//Geleenbeekdal. In het noorden is Kunrade vastgebouwd aan Voerendaal, in het zuiden loopt een autosnelweg, de A79. Aan de oostelijke zijde vormt de A76 de grens tussen het landelijke gebied en de dichtbevolkte Oostelijke Mijnstreek. Beide snelwegen kruisen elkaar met het verkeersknooppunt Kunderberg. 
Ten zuiden van de snelweg ligt een groeve voor Kunrader kalk en in oostelijke richting vindt men de heuvel en natuurgebied Kunderberg, waar zich onder meer zeldzame kalkgraslanden bevinden. In zuidelijke richting stijgt het land naar het Plateau van Ubachsberg. In dit plateau zijn verschillende droogdalen ingesneden, waaronder het Droogdal van Kunrade en het droogdal waarin Winthagen gelegen is. Langs de noordrand van dit plateau ligt de Kunraderbreuk.

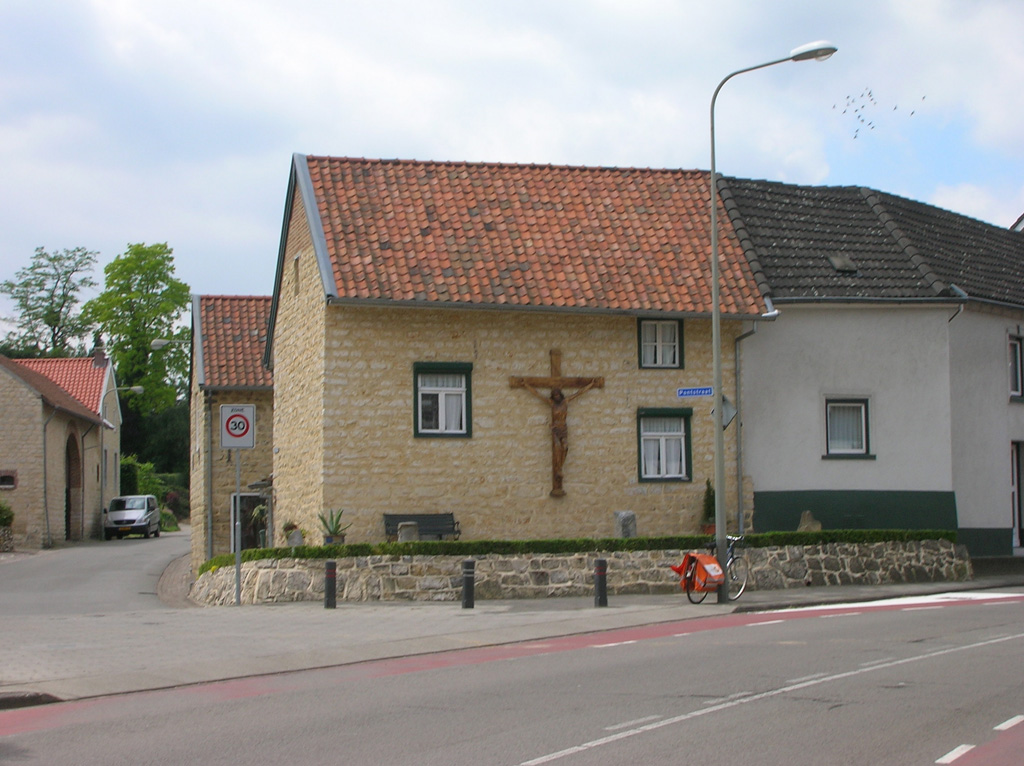
Kunderkruis
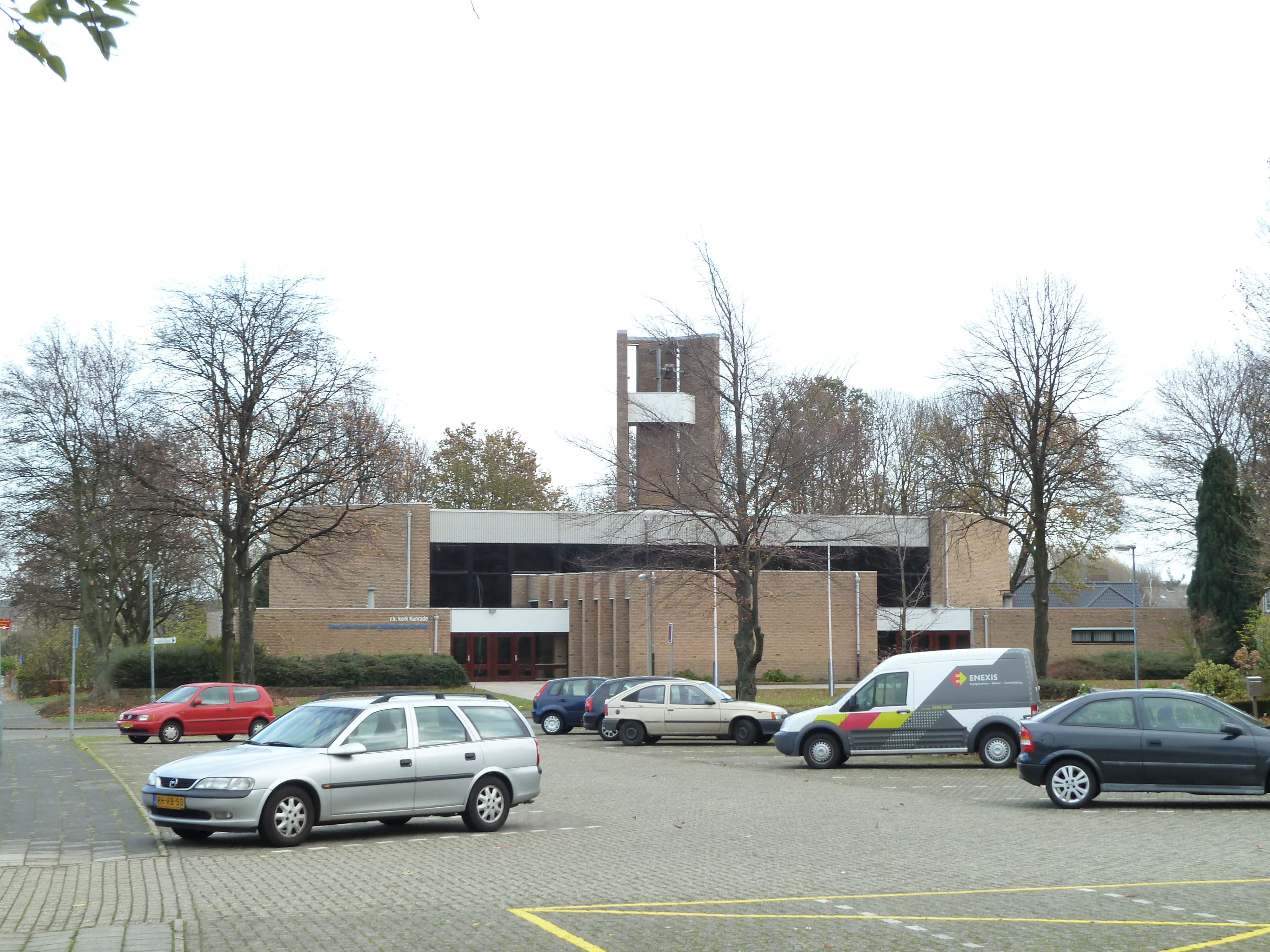
Kerk Kunrade

## Nabijgelegen kernen
Voerendaal, Ransdaal, Ubachsberg, Heerlen (Welten)
Dorpen: Klimmen · Kunrade · Ransdaal · Ubachsberg · Voerendaal

Gehuchten: Colmont · Craubeek · Fromberg · Mingersborg · Retersbeek · Termaar · Weustenrade · Winthagen

Buurtschappen: Barrier · Dolberg · Hellebeuk · Koulen · Kruishoeve · Kunderberg · Lubosch · Opscheumer · Overheek · Termoors · Terveurt

Limburg: Steden en dorpen      Nederland: Provincies · Gemeenten